# Los Sangurimas
Los Sangurimas es una novela escrita por el guayaquileño José de la Cuadra en 1934, en la que crea un nuevo concepto de identidad del costeño ecuatoriano a través de símbolos relativos a la naturaleza por su arraigo a la fuerza y resistencia más que a la sociedad clasista que lo intentaba marginar. Consta de tres partes: El tronco añoso, Las ramas robustas, Torbellino en las hojas. Abarca parámetros antropológicos y sociológicos que amplían los horizontes de lectura, evitando representar al montubio como simple campesino. 
El autor, motivado por la belleza cultural los montubios, presenta la realidad de marginación dentro de la sociedad ecuatoriana en la década de los años 30, además de desafiar años de tradición etimológica, creándoles una nueva identidad.
La novela fue adaptada como miniserie por la cadena de televisión Ecuavisa, bajo la dirección de Carl West y producción de José Romero. También ha sido llevada al teatro.

## Contenido
Los Sangurimas es una novela conformada por tres partes,un prólogo,Teoría del Matapalo, y un epílogo. 

### Teoría del Matapalo
Es una breve alegoría sobre los montuvios de la costa ecuatoriana, relacionando a la familia Sangurima con el árbol del Matapalo.

### Sinopsis
La historia está ambientada en la finca La Hondura, ubicada en la zona costera del Ecuador. Trata sobre los Sangurimas, una familia llena de conflictos y leyendas, donde hacen ley por mano propia. Su protagonista es Nicasio Sangurima, el paterfamilias y propietario de la Hondura, quien es muy respetado y de quien se dice debe su poder, riqueza, y mujeres a un pacto con el demonio. Es un montubio que pese a su avanzada edad es de aspecto fornido y saludable. Nicasio afirma ser hijo de un gringo que fue asesinado por su tío, cuya muerte fue vengada por su madre, a la cual le debe su apellido Sangurima.
El hijo mayor de Nicasio es Ventura, a quien el viejo Sangurima le encarga que cumpla sus deseos testamentales y del cual se burla y maltrata llamándolo Raspabalsa. Francisco es su único hijo con educación formal– se recibió de abogado en Guayaquil–. Nicasio le pide que lo ayude a legalizar la posesión de sus tierras. Nicasio tiene más hijos, de los cuales destacan el coronel Eufrasio, del cual se dice es responsable del asesinato de Francisco por órdenes del suyas, y Terencio, un sacerdote dado al alcohol y la lujuria.
Los nietos de Nicasio son los Rugeles (Pedro, Manuel y Facundo), hijos del coronel Eufrasio, quienes quieren contraer matrimonio con sus primas, las tres Marías (María Mercedes, María Victoria y María Julia), hijas de Ventura. Ante la negativa de Ventura al incestuoso matrimonio, los Rugeles raptan a María Victoria, a quien violan y matan Tras la posterior aparición del cadáver se dan a conocer en las ciudades los crímenes y atrocidades de la familia Sangurima lo que desencadena la intervención de las autoridades, quienes aprehenden a los Rugeles.

### Ediciones de Los Sangurimas
- Los Sangurimas. Novela montubia ecuatoriana, Madrid, Cenit, 1934.
- Los Sangurimas. Novela montubia, Guayaquil, Noticia, 1939.
- Obras completas, edición de Jorge Enrique Adoum, Quito, Casa de la Cultura Ecuatoriana, 1958. (Reeditada en 2003).
- Cuentos, La Habana, Casa de las Américas, 1970.
- Cuentos escogidos, Guayaquil, Clásicos Ariel, 1971.
- Los Sangurimas, Santiago de Chile, Nascimento, 1972.
- Cuentos, edición de Andrés B. Cáuselo, La Habana, Huracán / Editorial de Arte y Literatura / Instituto Cubano del Libro, 1976.
- Los Sangurimas. Relato, Montevideo, La Banda Oriental, 1982.
- Los Sangurimas, Quito, El Conejo, 1985.
- Los Sangurimas y otros relatos, Bogotá, La Oveja Negra / El Conejo, 1986.
- Doce relatos. Los Sangurimas, edición de María Augusta Vintimilla, Quito, Libresa, 1990.
- Los Sangurimas, Bogotá, Norma, 1992.
- Cuentos, Valencia, Edym, 1993 (volumen II).
- Obras completas, edición de Melvin Hoyos Galarza y Javier Vásconez, Guayaquil, Biblioteca Municipal de Guayaquil, 2003.
- Los Sangurimas. Novela montuvia del Ecuador, edición de Jorge Enrique Adoum, en Antología esencial Ecuador siglo XX. V: La novela breve, Quito, Eskeletra / Municipio del Distrito Metropolitano de Quito, 2004.
- Los Sangurimas. Novela montuvia Madrid, Libros de la Ballena, 2013.
- Los Sangurimas Guayaquil, Ex-libris J.L. Pérez Armijos, 2020.